# Walter Firner
Walter Firner (geboren als Walter Feinsinger, 5. März 1905 in Wien, Österreich-Ungarn; gestorben 22. April 2002 in Wien) war ein österreichischer Schauspieler, Schriftsteller, Regisseur, Theaterdirektor, Übersetzer und Verleger.

## Leben
Walter Firner war ein Sohn des Musiklehrers Ignaz Feinsinger und der Musiklehrerin Bertha Winkler. Er erhielt als Sechzehnjähriger Schauspielunterricht und arbeitete in den nächsten Jahren im Deutschen Reich als Schauspieler und Dramaturg in Saarbrücken, Königsberg in Preußen, Bonn, Hamburg und Berlin. Mit der Schauspielerin Irma Carla Stein schrieb er einige Drehbücher. Nach der Machtübergabe an die Nationalsozialisten 1933 kehrte er nach Wien zurück und arbeitete an der Wiener Volksbühne. Firner floh nach dem Anschluss Österreichs 1938 in die USA. In deutschsprachigen Exilantenkreisen schloss Firner sich der Vereinigung exilierter Bühnenkünstler in den USA (ARAG) an und übernahm in Hollywood einige kleinere Filmrollen als Schauspieler.
Nach Kriegsende kehrte er 1946 mit seiner Frau Irma Carla Stein-Firner nach Österreich zurück und erhielt eine Professur am Wiener Konservatorium. Ab 1950 bis 1975 war er Professor an der Akademie der schönen Künste Wien. Firner arbeitete als Schauspielregisseur an Wiener Bühnen und auch in Deutschland, in den Niederlanden, in der Schweiz und in Skandinavien. Er war Direktor des Gloriette-Verlags Wien und des Bühnenverlags Athene-Edition.
Firner war in zweiter Ehe mit der Sopranistin Judith Hellwig (1906–1993) verheiratet.

## Schriften (Auswahl)

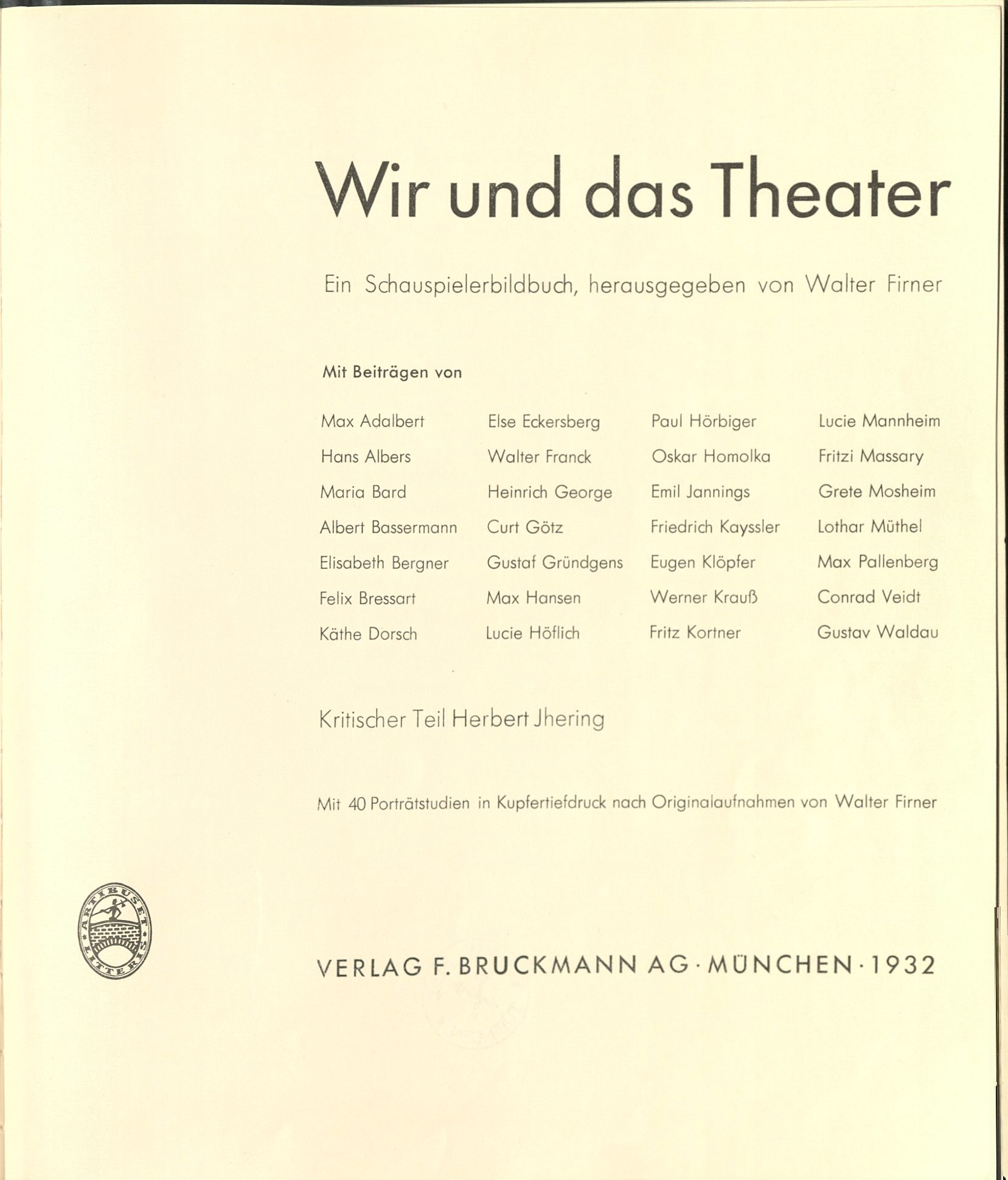
Schauspielerbuch (1932)

- (Hrsg.): Wir von der Oper : ein kritisches Theater-Bilderbuch. Bruckmann, München 1932
- (Hrsg.): Wir und das Theater : ein Schauspielerbuch. Bruckmann, München 1932
- Walter Firner, Fritz Flandrak: Hohes Gericht! Drama, 1935
- Walter Firner, Irma Firner: Das Kuckucksei. Drama, 1948
- Walter Firner, Irma Firner: Kleine Brüder : ein Bilderbuch von Tierkindern. Artemis, Zürich 1949
- Johnny Belinda : Roman. Desch, München 1960
- Robert E. Horney, Walter Firner: Aktien und Lorbeer. Komödie, 1967.

## Hörspiele (als Übersetzer)
- 1955: Lillian Hellman: Die kleinen Füchse (Übersetzung aus dem Englischen) – Regie: Walter Knaus (Hörspielbearbeitung – SDR)[4]